# Volkswagen Kutsenits
Volkswagen Kutsenits – to seria autobusów, produkowana w latach 1996–1999 przez niemiecką firmę Volkswagen z nadwoziem Volkswagena Transportera T4.